# 李丞珉
李 丞珉（イ・スンミン、이승민, Seungmin Lee, 1997年6月20日 - ）は、韓国出身のプロゴルファー。
韓国の自閉性発達障害者プロゴルファーとして、2022年7月に創設された全米障害者オープン（USアダプティブオープン）の初代優勝者になった。

## 略歴
中学校時節からゴルフを始め、2014年10月にKPGA（韓国プロゴルフ協会）の準会員（セミプロ）選抜戦を通過し、2017年6月に発達障害者ゴルフ選手としては初めてKPGAの正会員（ツアープロ）選抜戦を通過した。
デビュー後初めて2018年4月、KPGAコリアンツアーDB損害保険プロミオープンで45位タイでカットを通過し、デビュー後2回目に2022年6月、SKテレコムオープンで62位タイでカットを通過した。
2022年7月、米ノースカロライナ州ファインハーストリゾートの6番コースで開催された第1回全米障害者オープン（USアダプティブオープン）で優勝し、初代チャンピオンになった。これをきっかけに大韓国民大賞、文化体育部長官賞を受賞した。
2023年には韓国自閉人愛協会広報大使と88カントリークラブ広報選手になった。
同年4月、KPGAコリアンツアーゴルフゾーンオープンin済州でツアープロ資格取得後3回目にカット通過を達成し、共同68位で大会を終えた。 また5月にはKB金融リブチャンピオンシップに出場し、個人通算最高性的な共同37位で大会を終えた。